# Adam Osękowski
Adam Osękowski – polski matematyk, profesor nauk matematycznych. Specjalizuje się w rachunku prawdopodobieństwa i analizie harmonicznej. Profesor w Instytucie Matematyki Wydziału Matematyki, Informatyki i Mechaniki Uniwersytetu Warszawskiego (Zakład Teorii Prawdopodobieństwa).

## Życiorys
Studia matematyczne ukończył na Uniwersytecie Warszawskim. Stopień doktorski uzyskał w 2004 na podstawie pracy pt. Nierówności martyngałowe wynikające ze słabej dominacji, przygotowanej pod kierunkiem prof. Stanisława Kwapienia. Habilitował się w 2013 na podstawie oceny dorobku naukowego i rozprawy pt. Nierówności z optymalnymi stałymi dla martyngałów i semimartyngałów. Członek Polskiego Towarzystwa Matematycznego. W 2022 otrzymał tytuł profesora nauk matematycznych.
Swoje prace publikował w takich czasopismach jak m.in. „Colloquium Mathematicum”, „The Journal of Geometric Analysis”, „Advances in Mathematics”, „Archiv der Mathematik” oraz „Statistics and Probability Letters”.